# Mongolsk (sprog)
Mongolsk er et sprog, som tales af ca. 6 millioner mennesker i Mongoliet (Ydre Mongoliet) og i provinsen Indre Mongoliet i Kina. Sproget er det væsentligste sprog i den mongolske sprogfamilie. Nogle regner dog mongolsk som del af den altaiske sprogfamilie der også omfatter tyrkisk. I Mongoliet bruges i dag det kyrilliske alfabet. I Kina anvendes en traditionel mongolsk skrift.

## Udbredelse
Mongolsk tales af omkring 2,5 millioner i Mongoliet samt af yderligere 2,7 millioner eller mere i Det Indre Mongoliet. Der findes tillige betydelige grupper i Burjatien i det sydlige Rusland og i Manchuriet (provinserne Heilongjiang, Jilin og Liaoning) samt mindre grupper ved Issyk-Kul i Kirgizistan og i til Mongoliet nærliggende områder i Rusland og Kina samt et område i Rusland langt fra Mongoliet, Kalmykien.

## Dialekter
De mongolske sprog kan inddeles i tre grupper: østmongolsk eller mongolsk i indskrænket og almindelig forstand, vestmongolsk eller kalmykisk, samt burjatisk, der dog står mongolsk meget nært.
Den mest betydningsfulde dialekt er den østmongoliske khalkha, som tales af 2,3 millioner og er standardsproget i Det ydre Mongoliet; Khalkha har en nordlig och en sydlig variant, hvor den nordlige er den som tales i Ulan Bator. Andre dialekter (som har størst spredning i Indre Mongoliet efter som khalkhan har fået stort gennemslag som standarddialekt i Ydre Mongoliet) indbefatter dialekter fra dialektgrupper talte i Sjilijn Gol, Ulaantsav, Dzjirem, Dzjuu Uda og Dzjosotu.

## Den klassiske mongolske grammatik
Nomen, som savner genus og artikel, skaber pluralis (flertal) med endelsen -nar eller -s (i burjatisk tillige -nut) ved vokalisk og -ut (-od) ved konsonantiskt stammeendelse, fx lama-nar eller lama-nut, "præster".
I nominativ framtræder den rene stamme. Med endelser, ens for singularis (ental) og pluralis, dannes akkusativ (-i), genitiv (-u(n), -ü(n)), dativ-lokativ (-dur, -dür) og andre former.
Adjektivet er ubøjeligt og står altid foran sit substantiv.
Personlige og demonstrative pronominer bøjes med samme kasusendelser som nomen. Possessive udtrykkes i mongolisk som i manchuisk med genitiv af personlige pronominer, men i burjatisk som i de fleste andre ural-altaiske sprog med særlige suffix. Relative pronominer findes ikke og erstattes af participium.
Verbet, hvis rene stamme optræder i imperativ, fx ab, "tag!", har som i manchu og nusvensk ingen personalbøjning, men udtrykkes blot gennem subjektet. Dog har kalmuckisk og burjatisk efterhånden udviklet personalendelser gennem suffigerede pronominer. Tempora og flere modi (imperativ, optativ, voluntativ etc.) dannes gennem suffix, fx bi abu-mui "jag tager", bi abu-bai, "jag tog", bi abu-mui (ja), "jag skal tage". Endvidere findes flere particip og gerundia. Af afledte stammer dannes passiv, kausativ og komitativ. For øvrigt er denominative temmelig almindelige i mongolisk.
Den regelbundne syntaktiske ordfølge er: tidspartikel, subjekt, objekt, verbum, men alle nærmere bestemmelser og derfor tillige alle bisætninger foregår det ord de bestemmer. I bisætninger står verbet altid i participium med postpositioner, modsvarende vore konjunktioner; blot hovedsætningens verbum står i finit form og indtager sidste pladsen i den ofte meget lange sætning, som er typisk på klassisk mongolisk.

## Khalkha-mongolisk lydlære
|                   |                   | Labial | Labial   | Dental   | Dental | Palatal | Velar | Velar | Uvular |
| Enkel             | Palatal.          | Enkel  | Palatal. | Palatal. | Enkel  | Palatal |       |       | Uvular |
| ----------------- | ----------------- | ------ | -------- | -------- | ------ | ------- | ----- | ----- | ------ |
| Nasal             | Nasal             | m      | mʲ       | n        | nʲ     |         |       | ŋ     |        |
| Klusil            | Tonløs aspireret  | (pʰ)   | (pʲʰ)    | tʰ       | tʲʰ    |         | (kʲʰ) | (kʰ)  |        |
| Klusil            | Tonløs            | p      | pʲ       | t        | tʲ     |         |       |       |        |
| Klusil            | Tonande           |        |          |          |        |         | ɡʲ    | ɡ     | ɢ      |
| Affrikata         | Tonløs aspireret  |        |          | tsʰ      |        | tʃʰ     |       |       |        |
| Affrikata         | Tonløs            |        |          | ts       |        | tʃ      |       |       |        |
| Frikativa         | Frikativa         | (f)    |          | s        |        | ʃ       | xʲ    | x     |        |
| Lateral frikativa | Lateral frikativa |        |          | ɮ        | ɮʲ     |         |       |       |        |
| Tremulant         | Tremulant         |        |          | r        | rʲ     |         |       |       |        |
| Approksimant      | Approksimant      | w̜      | w̜ʲ       |          |        | j       |       |       |        |

Konsonantfonem i parentes forekommer kun i lånord eller delvis i onomatopoetikerne. I ordslutning realiseres /n/ som [ŋ] fraset hvis den historisk er fulgt af en vokal.
|               | Främre | Främre | Central | Central | Bakre | Bakre |
|               | Kort   | Lang   | Kort    | Lang    | Kort  | Lang  |
| ------------- | ------ | ------ | ------- | ------- | ----- | ----- |
| Sluttet       | i      | iː     |         |         | u     | uː    |
| Halvsluttet   |        |        |         |         | ʊ     | ʊː    |
| Mellemsluttet | e      | eː     |         |         | o     | oː    |
| Mellemåben    |        |        |         |         | ɔ     | ɔː    |
| Åben          |        |        | a       | aː      |       |       |

Mongolisk har tillige fire diftonger: /ui/, /ʊi/, /ɔi/ og /ai/. Kort /o/ er fonetisk [ɵ].
Det mongolske vokalsystem omfatter de hårde a, o, u, de derimod svarende bløde ä (oftest skrevet e), ö, ü, samt det neutrale i, videre diftongerne ai, oi, ui, äi, öi, üi, men mangler de tyrkiske sprogs hårde i. En vigtig fonologisk proces er det indbyrdes afhængig af hårde og bløde vokaler, vokalharmonien.
Af konsonantfonem findes de fleste danske, men ikke alle som /f/ og /h/ og /ɕ/,/ɧ/ och /v/ og de fleste tonende klusiler fx (/h/ genfindes dog i burjatisk). Der ud over findes frikativerne /z/ (tonende s), tonløse /x/ (ch; tysk ach-lyd) og deres tonende modsvar /ɣ/ (gh), samt affrikaterne /tʃ/ (tj, č), /dʒ/ (dzj, ǰ), /ts/ og /dz/. Forskellen mellem øst- og vestmongolsk er overvejende af fonetisk art, men det må bemærkes, at denne forskel egentlig kun vedrører det litterære østmongolske sprog.
Det nuværende østmongolske samtalesprog står nemlig kalmuckisk ganske nær, men skriftsproget som der som oftest alene sigtes til med udtrykket "mongolske sprog" (og tillige alene behandles i den følgende beskrivelse), har bibeholdt meget ældre former, således at skrift- og talesprog og adskiller sig indbyrdes lige så meget som old- og nydansk.

## Skriftsprog
Den traditionelle mongolske skrift blev udviklet fra den uiguriske skrift i 1200-tallet og er således af semitisk (syrisk) oprindelse; den løber i lodrette rækker oppefra og ned. Rækkerne og siderne følger hinanden fra venstre mod højre. I begyndelsen havde den mongolske för den klassiske litteratur anvendte skrift blot 14 tegn, og for de hinanden nært stående lyde, såsom k og g, t og d, u og o fandtes blot et tegn, men den udvikledes efterhånden til det nuværende antal med 7 vokaler og 17 konsonanter. Vokalerne anses dog ikke som i og for sig selvstændige tegn, men konsonanterne angives i det mongolske alfabetet altid i forening med vokaler og derfor i fire former: med a (ä), o (u), ü (ö) og i.
I 1269 skabte den tibetanske lama Drogön Chögyal Phagpa, som tjente ved Kublai Khans hof, et nyt alfabet for mongolsk, som kaldes for Dörbelǰin üsüg eller 'phags-pa-skriften og var omdannet fra det tibetanske og derfor af sanskritisk oprindelse. Skriften formåede dog aldrig at erstatte den ældre mongolske skrift og anvendes kun i de hellige bøger.
Under pres fra Sovjetunionen blev det traditionelle alfabet erstattet af det latinske i 1931 og senere det mongolske alfabet, som bygger på det kyrilliske, i 1937. I 1941 afskaffedes det traditionelle alfabet ved lov, men det blev tilladt igen i 1994. Mongolisk i Kina har dog vedvarende anvendt det traditionelle alfabet.
Udtale og transskribering af det modificerede kyrilliske alfabet for mongolsk:
| Tegn | Udtale (IPA) | Transkription |  | Tegn | Udtale (IPA)      | Transkription |
| ---- | ------------ | ------------- |  | ---- | ----------------- | ------------- |
| А а  | a, ɑ         | a             |  | П п  | pʰ, pʰʲ, p        | p             |
| Б б  | p, pʲ, b     | b             |  | Р р  | r, rʲ, ɢ, q, ʁ, χ | r             |
| В в  | w, wʲ, ɸ, β  | v1            |  | С с  | s                 | s             |
| Г г  | ɡ, ɡʲ, ɢ, k  | g             |  | Т т  | tʰ, tʰʲ, d        | t             |
| Д д  | t, tʲ        | d             |  | У у  | ʊ                 | u             |
| Е е  | je, jɛ, jɜ   | je            |  | Ү ү2 | u, ʉ              | ü             |
| Ё ё  | jɔ           | jo            |  | Ф ф  | f, ɸ              | f             |
| Ж ж  | ʧ, ʤ         | dzj           |  | Х х  | x, xʲ, χ          | ch            |
| З з  | ʦ, ʣ         | dz            |  | Ц ц  | ʦʰ, c             | ts            |
| И и  | i            | i             |  | Ч ч  | ʧʰ, ʧ             | tj            |
| Й й  | j, i         | j             |  | Ш ш  | ʃ                 | sj            |
| К к  | k, kʲ        | k             |  | Щ щ  | sʧ, ʃʧ            | stj           |
| Л л  | ɮ, ɮʲ, l, ɬ  | l             |  | Ы ы  | i, ɨ              | y             |
| М м  | m, mʲ        | m             |  | Ь ь  | ʲ                 | j, ', ĭ3      |
| Н н  | n, nʲ, ŋ     | n             |  | Э э  | e, ɛ              | e             |
| О о  | ɔ, ə         | o             |  | Ю ю  | jʊ, ju            | ju            |
| Ө ө4 | o, ɞ         | ö             |  | Я я  | ja                | ja            |

1Undertiden transskriberet w.

2Undertiden gengivet med latinsk V v eller Ї ї.

3Oftest udeladt i svensk transskribering.

4Undertiden gengivet med Є є.

## Mongolsk litteratur
Den ældre litteratur består overvejende af oversættelser dels fra tibetansk og derigennem indirekte fra sanskritoriginal, dels i mindre grad fra kinesisk, af religiøst, historisk, filosofisk, astronomisk og medicinsk indhold. En oversigt over den ældre mongolske litteraturs vigtigste alster er Laufers "Skizze der mongolischen Literatur" (Keleti szemle VIII, Budapest 1907).
Af religiøse arbejder må nævnes Altan gäräl (Guld-glans) og især Üligärun dalai ("Lignelsehav," udgivet af Isaak Jakob Schmidt på tibetansk og tysk under titlen Der Weise und der Thor, Petersburg 1843).
Historisk vigtig er den mongolske fyrste Sanang-Setsens krønike fra 1600-tallet, som indeholder mongolernes ældste historiske traditioner, som er sammenvævede med langt yngre buddhistiske fabler (udgivet af Schmidt, på mongolisk og tysk, Geschichte der ostmongolen etc., 1829), samt Altan tobci (Guldknap, udgivet på mongolsk og russisk af "lamaen" Gombojev, 1858).
Til det ikke ubetydelige forråd af interessante folkelige overleveringer hører legenden om Geser-chan (udgivet af Schmidt, mongolsk tekst, 1836; tysk oversættelse 1839), den fra sanskrit lånte sagasamling Siddhi-kür (Jülg, "Die märchen des Siddhi-Kür", kalmuckisk og tysk, med kalmuckisk-tysk ordliste, 1866) og de poetiske legender, som kaldes Djanggar (kalmuckisk tekst af Golstunski, 1864; russisk oversættelse af Bobrovnikov, 1854). Det mongolske samtalesprog i anden halvdel af 1800-tallet er behandlet i Pozdnjejevs værdifulde samling af mongolsk folkepoesi (med russisk oversættelse, fra 1880).